# برد واکر (ورزشکار)
 برد واکر (انگلیسی: Brad Walker؛ زادهٔ ۲۱ ژوئن ۱۹۸۱) یک ورزشکار اهل ایالات متحده آمریکا است.